# Pinotepa Nacional
Pinotepa Nacional (właśc. Santiago Pinotepa Nacional) – miasto i gmina w Meksyku, w stanie Oaxaca, regionie Costa i dystrykcie Jamiltepec. Leży 397 km od stolicy stanu - miasta Oaxaca. Według spisu z 2010 roku zamieszkane przez 50 309 osób. Powierzchnia gminy wynosi 719,56 km².
Nazwa Pinotepa oznacza "W stronę rozpadającego się domu".
W czasach kolonialnych miasto nosiło nazwę Pinotepa del Rey, a po odzyskaniu niepodległości Pinotepa del Estado.